# Belém do Piauí
Belém do Piauí es un municipio brasileño del estado del Piauí. Tiene una población estimada, en 2021, de 3.607 habitantes.
Se localiza a una latitud 07º22'34" sur y a una longitud 40º58'18" oeste, a una altitud de 340 metros.

## Clima
El clima de la zona es semi-árido, con un período lluvioso muy pequeño y una sequía que dura en media 7 a 8 meses, pudiendo extenderse hasta 9 o 10 meses.